# Heinrich Joseph Baermann
Heinrich Joseph Baermann   (Potsdam, 14 de febrer de 1784 - Múnic, 11 de juny de 1847) fou un compositor i clarinetista alemany.
Fou deixeble de Beer. El 1808 viatjà a Suïssa i també pel Migdia de francès, i en tornar a Múnic el 1811, travà amistat amb Carl Maria von Weber, el qual li va compondre expressament per a ell tres concerts de clarinet, i per la tardor d'aquell mateix any tots dos feren algunes excursions artístiques a Weimar, Gotha, Dresden, Praga i Berlín.
El 1813 es traslladà a Viena, on fou molt aplaudit; el 1817 a París donà alguns concerts amb la cèlebre cantant Catalani, i des de 1827 va recórrer arreu d'Europa sent rebut arreu amb entusiasme. Va fer noves excursions artístiques fins al 1843, època en què començà a mostrar-se menys en públic.
Va compondre molts concerts, aires variats, fantasies, sonates, quartets, etc.
El seu fill Carl (1811-1885) també fou un excel·lent concertista de clarinet.